# Dicaeum vincens
A Dicaeum vincens a madarak osztályának verébalakúak (Passeriformes) rendjébe és a virágjárófélék (Dicaeidae) családjába tartozó faj.

## Rendszerezése
A fajt Philip Lutley Sclater angol orvos és zoológus írta le 1872-ben, a Prionochilus nembe Prionochilus vincens néven. Egyes szervezetek a Pachyglossa nembe sorolják Pachyglossa vincens néven, áthelyezését, még nem fogadták el.

## Előfordulása
Srí Lanka délnyugati részén honos. Természetes élőhelyei a szubtrópusi és trópusi síkvidéki esőerdők. Állandó, nem vonuló faj.

## Megjelenése
Testhossza 10 centiméter.

## Természetvédelmi helyzete
Az elterjedési területe elég kicsi, egyedszáma pedig csökken. A Természetvédelmi Világszövetség Vörös listáján mérsékelten fenyegetett fajként szerepel.